# Singles (마룬 5의 음반)
Singles는 마룬 5의 컴필레이션 음반으로 첫 베스트 음반이기도 하다.

## 수록곡
1. This Love
2. Payphone (feat. Wiz Khalifa)
3. She Will Be Loved
4. One More Night
5. Moves Like Jagger (feat. Christina Aguilera)
6. Wake Up Call
7. Misery
8. Maps
9. Makes Me Wonder
10. Animals
11. Sugar

### 일본반 보너스 트랙
1. Sunday Morning
2. Won't Go Home Without You

### 영국반 보너스 트랙
1. Feelings

## 제작진
마룬 5 역대 구성원
- 애덤 리바인 - 보컬, 작사작곡 (1994-현재)
- 제시 카마이클 - 건반 악기, 작사작곡, 백 보컬 (1994-현재; 2012-2014 휴식)
- 미키 매든 - 베이스 기타, 작사작곡 (1994-현재)
- 제임스 밸런타인 - 기타, 작사작곡, 백 보컬 (2001-현재)
- 맷 플린 - 드럼, 타악기 (2006-현재)
- 피제이 모턴 - 건반 악기 (2012-현재)
- 라이언 두식 - 드럼, 타악기 (1994-2006)
- 샘 패러 - 백 보컬, 작사작곡, 프로듀싱 (2016-현재)

그 외의 사람들
- 마크 엔더트 - 프로듀싱
- 크리스티나 아길레라 - 보컬
- 위즈 칼리파 - 보컬, 랩, 작사작곡
- 로버트 머트 랭 - 프로듀싱
- 베니 블랑코 - 프로듀싱

## 차트 성적
| 차트 (2015년 ~ 2017년)           | 순위 |
| -------------------------------- | ---- |
| 오스트레일리아 앨범 (ARIA)       | 19   |
| 벨기에 앨범 (울트라탑 왈로니아)  | 69   |
| Brazilian Albums (ABPD)          | 8    |
| 캐나디안 앨범 (빌보드)           | 48   |
| 프랑스 앨범 (SNEP)               | 30   |
| 아일랜드 앨범 (IRMA)             | 80   |
| 이탈리아 앨범 (FIMI)             | 51   |
| 대한민국 앨범 (가온)             | 16   |
| 대한민국 국외 앨범 (가온)        | 1    |
| Taiwanese Albums (Five Music)    | 1    |
| 뉴질랜드 앨범 (레코디드 뮤직 NZ) | 4    |
| 영국 음반 (OCC)                  | 35   |

## 인증 및 판매량
| 국가                                                            | 인증     | 판매량/출하량 |
| --------------------------------------------------------------- | -------- | ------------- |
| 일본 (RIAJ)                                                     | 골드     | 100,000^      |
| 영국 (BPI)                                                      | 플래티넘 | 300,000       |
| ^출하량을 기반으로 한 인증 · 판매량+스트리밍을 기반으로 한 인증 |          |               |

## 발매일
| 국가    | 발매일           |
| ------- | ---------------- |
| 일본    | 2015년 9월 25일  |
| 전 세계 | 2015년 10월 16일 |